# Colorina
Colorina (Culurìna in dialetto valtellinese) è un comune italiano di 1 335 abitanti della provincia di Sondrio in Lombardia.
Il paese sorge sul conoide di deiezione del torrente Presio, affluente di sinistra del fiume Adda. Dipese dall'adiacente comune di Berbenno di Valtellina fino al XVII secolo e si sviluppò dalla pianura, lungo la strada pedemontana orobica, fino a circa 1800 metri d'altitudine. I suoi edifici degni di nota sono le "santelle", le chiese e un antico mulino ad acqua.

## Geografia fisica
Colorina si colloca ai piedi delle Alpi Orobie ed è attraversata dal fiume Adda, che l'ha resa anche celebre per i danni dell'alluvione della Valtellina. Due torrenti ad esso affluenti, il Madrasco ed il Vendullo delle Ortiche, costituiscono i confini naturali del Comune.
La conformazione territoriale è quella del conoide di deiezione, una bonifica del materiale trasportato a valle dal torrente Presio, con una tipica forma a ventaglio e una buona risposta all'attività agricola.
La sua collocazione sulla sponda orobica, benché lo renda meno solivo e più umido, rende possibile una vegetazione che risente meno dell'escursione termica annuale. Perciò, la flora è ben suddivisa in fasce altimetriche: fondovalle (prati coltivati e campi di cereali), latifoglie (castagni, pioppi, faggi e roveri) e conifere(larici e abeti rossi). Il sottobosco si conforma di felci, mirtilli e sambuchi.
Così come molti paesi valtellinesi, anche Colorina conserva la presenza di località di mezzacosta, maggenghi e alpeggi, testimoni del fenomeno di monticazione delle mandrie per ottenere un formaggio più ricco (in dialetto cargà i muut).
Colorina fa parte del Parco delle Orobie Valtellinesi. Le specie che vi ritroviamo sono l'animale-simbolo del parco, il gallo cedrone, che dà anche il nome al maggengo Gallonaccio, ma anche vari ungulati e rapaci; tra la flora rododendri, ginepri e abeti rossi (detti anche pecci).

## Origini del nome
Il nome è probabilmente un diminutivo del dialettale còler, "nocciola", dal latino corylus.

## Storia
775 — Carlo Magno dona il territorio all'Abbazia di Saint-Denis nel Sacro Romano Impero.
1488 — Colorina e Fusine costituiscono un Comune per emanciparsi da Berbenno di Valtellina.
8 aprile 1513 — Nasce il Comune di Colorina
1524 — Scomunica da parte del Papa Clemente VII per le cause concernenti l'usucapione dei nativi bergamaschi della Valmadre.
1533 — Ottenimento degli Alpeggi Cogola e Bernasca.
1583 — L'arciprete di Berbenno di Valtellina garantisce a Colorina un cappellano, ma solo sulla carta.
1629 — Colorina diventa vicecuria della pieve di Berbenno di Valtellina.
1634 — Lite con Forcola per confini (Vendullo delle Ortiche)
1781 — Bancarotta per spese delle cause territoriali
1886 — Il vescovo nomina le due Parrocchie di Colorina e Rodolo.
1831 — Finiscono le liti con Buglio in Monte per la Busca Spessa, ossia loc. Piani (iniziate nel 1532)

### Simboli
Colorina è stato uno dei primi comuni della Provincia di Sondrio a fregiarsi di stemma e gonfalone, concessi con decreto del presidente della Repubblica in data 22 maggio 1973.
Lo scudo è quello adottato in Italia detto sannitico, cioè uno scudo rettangolare con gli angoli inferiori arrotondati. Gli smalti sono il verde, simbolo di abbondanza di appezzamenti erbosi e il blu, della fede e della fortezza d'animo.
Il quartier franco è una figura geometrica all'interno della quale viene messa l'autorità a cui il Comune era sottoposto, in questo caso la corona indica Carlo Magno, fondatore del Sacro Romano Impero.
Le figure araldiche nello scudo sono un abete, un prato ed una vacca pascente, descrittivi delle attività produttive colorinesi.
Il gonfalone è un drappo partito di bianco e di azzurro.

## Monumenti e luoghi d'interesse

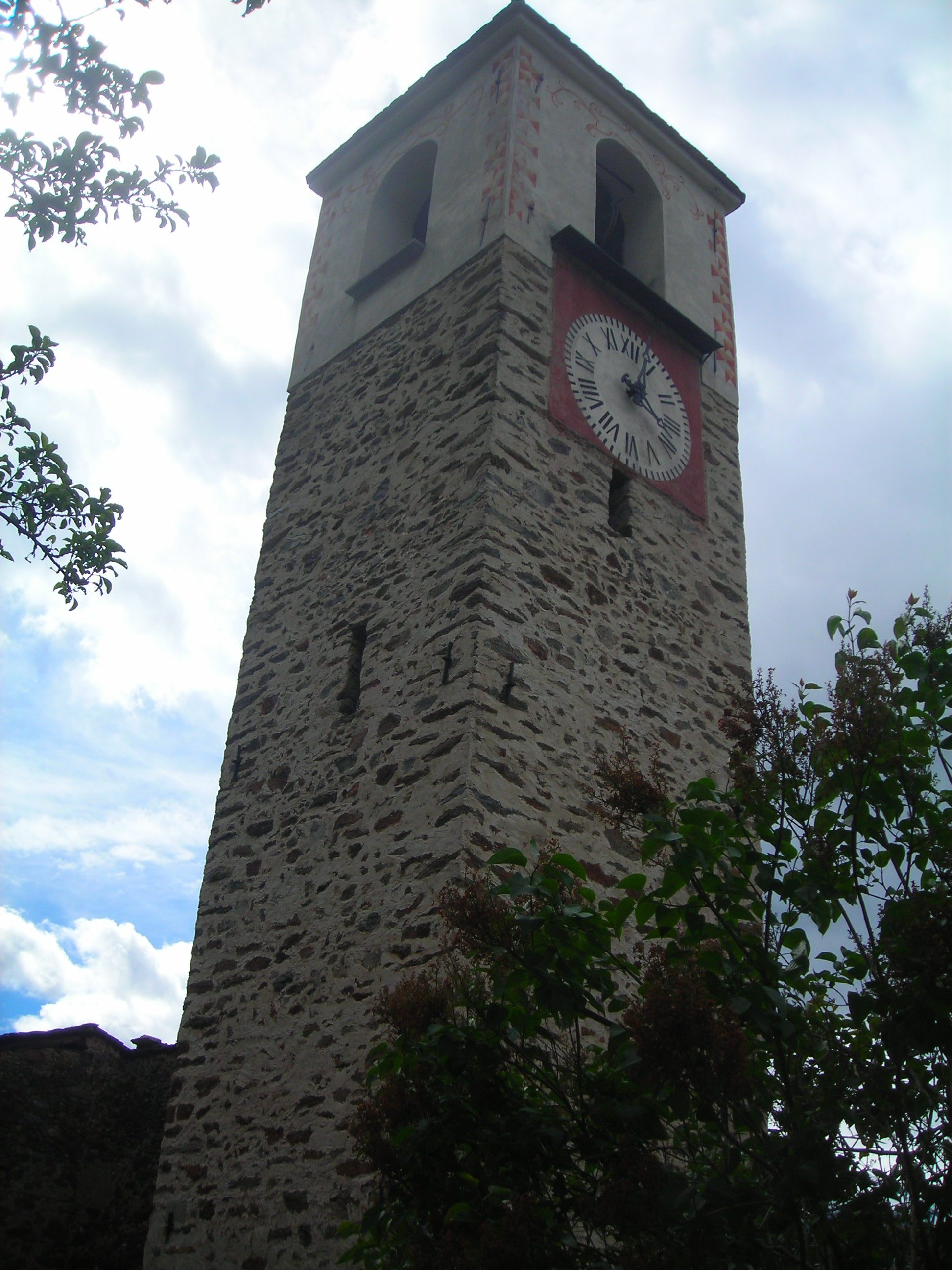
Torre Campanaria della Chiesa di Rodolo

Le tematiche dell'arte colorinese sono: indipendenza (cfr. campanile di Rodolo), valore artistico (p.e Nicola Arduino, Pietro Tavani nel Santuario e il prof. Renzo Sala nella chiesa di Selvetta), celebrazione personaggi storici (p.e don Folci), pietà popolare (vari affreschi votivi, chiesette rurali o ex voto). Le opere più antiche sono medievali (affreschi loc. Bocchetti e chiesa di San Giacomo a Selvetta)

### Architetture religiose
- Madonnina “di Caravaggio” in loc. Bocchetti - Settecentesca con dipinto dell'Hodighitria del XV.
- Chiesetta di San Giacomo in loc. Gaggine - Medievale.Chiesa di San Bernardo

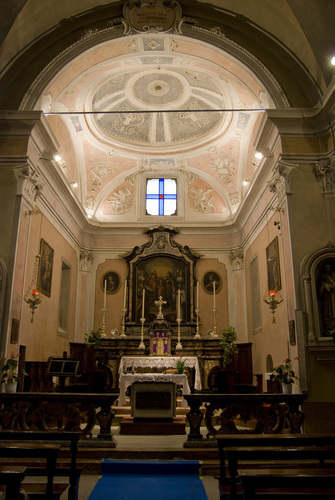
Chiesa di San Bernardo

- Chiesa di San Bernardo a Colorina, parrocchiale - Ampliata nel 1770 su un'esistenza del XV, con tele attribuibili a Pietro Ligari e un organo "Rejna"
- Santuario del Divin Prigioniero a Valle - Voluto da don Folci nel 1923, con affreschi di Nicola Arduino e reliquie sia di Don Giovanni Folci sia del Beato Pagano da Lecco. Il Santuario è annoverato nell'elenco dei Santuari e templi votivi della Diocesi di Como[8].
- Ex chiesa dei SS. Simone e Giuda - nucleo dell'XVI e ricostruita nel XVII, presenta lacerti pittorici interessanti e una torre campanaria particolare.
- Chiesetta di Santa Margherita in loc. Corna in Monte - Del XVI e ridipinta nel 1932 dal succitato Nicola Arduino.
- Chiesa della B.V. Immacolata a Rodolo, parrocchiale - Nucleo originario del XV e ampliata nel XV e nel XIX, con imponente torre campanaria, affresco della Gloria di Dio all'interno e numerose statue settecentesche.Il borgo di Colorina

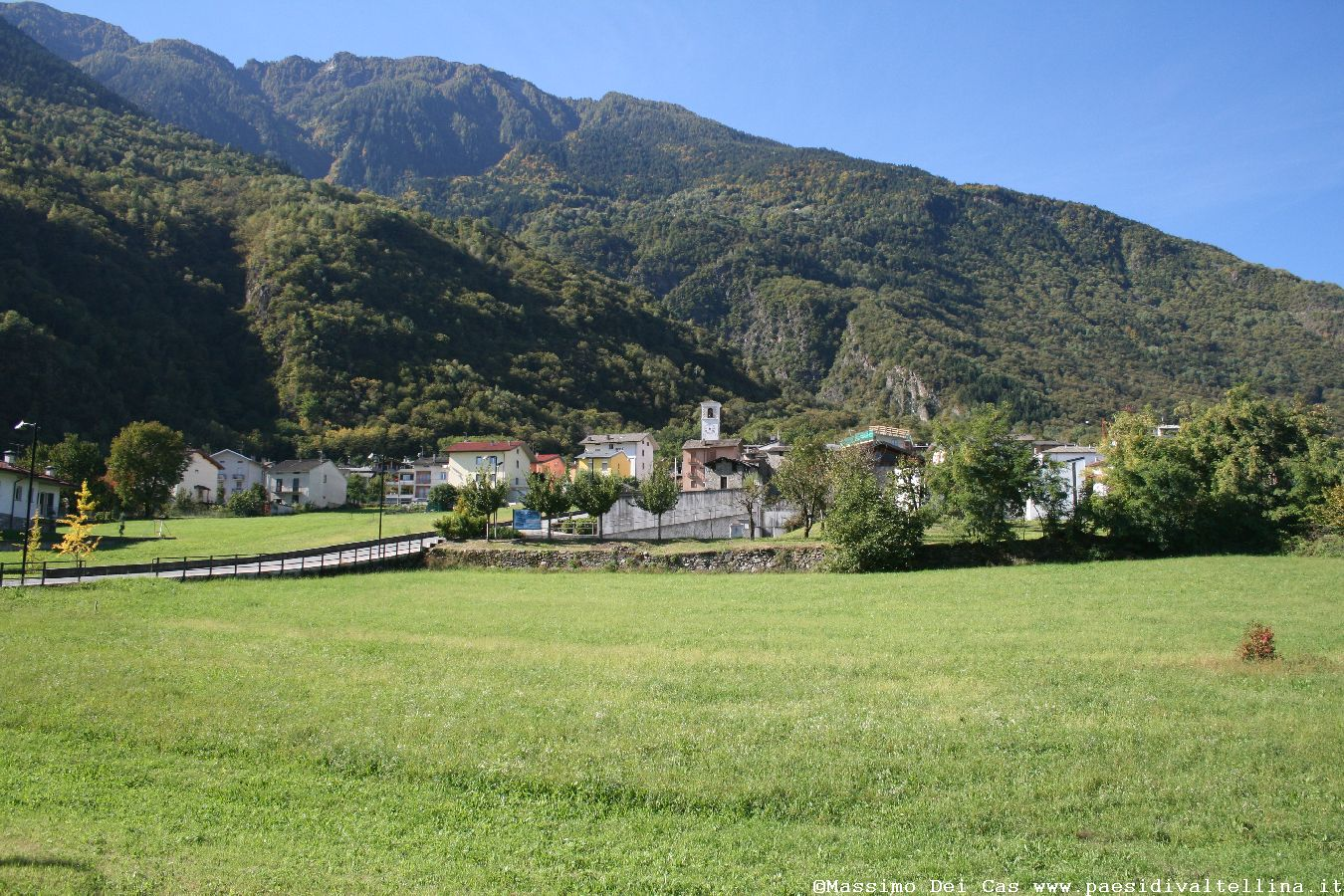
Il borgo di Colorina

- Chiesa co-parrocchiale di S.M. Ausiliatrice in loc. Piani - Costruita ex voto nel 1952, in Bogenstil all'esterno e con vetrate policrome.

### Architetture civili
- I tre ponti (a Poira, Valle e Selvetta) ricordano frane e contenziosi.
- Le piazze (delle chiese e Umberto I) sono simbolo di aggregazione popolare.
- Le fontane, specie gli abbeveratoi, testimoniano la vocazione contadina (alcune hanno dei nomi, come l'Acqua Buna a Rodolo).
- Il Mulino Zamboni ad acqua con macina in pietra dell'‘800 è ancora in funzione.
- La Latteria Sociale, un tempo luogo di incontro e dilavoro, ha ripreso vita come polo didattico e turistico.

## Società
Abitanti censiti

## Cultura

### Cucina
Gli alimenti tipici colorinesi sono quelli derivati dall'umile tradizione contadina. Un tempo, si preparavano, oltre ai tipici piatti valtellinesi, come polenta e pizzoccheri, minestre di latte (eventualmente con l'aggiunta di castagne bollite) chiamate rispettivamente di Pànic e di Dùmega, a seconda se fossero a base di miglio o d'orzo. D'estate, come contorno, apparivano anche l'insalata e la cicoria, che si potevano raccogliere nei prati.
I condimenti erano, chiaramente,dei derivati del latte. A parte il burro e il formaggio, si conservava anche il “fiurii” (una specie di ricotta semi-solida ottenuta aggiungendo al siero l'”agra”, una sostanza acida detta allume di rocca).
Invece del pane, si mangiavano le croste di polenta staccate dal “parool”, il paiolo. In occasione di feste comandate e matrimoni, la polenta veniva arricchita con formaggio (a volte, si realizzava una palla di polenta, detta “bòcia”, riempita con il grasso formaggio di monte, tipo Bitto) oppure con il “cunsc”, burro cotto con ricotta stagionata, o con il “pench”, burro bruciato rimasto sul fondo della pentola. La pasta, comunque, veniva cucinata più di rado e sempre “rotta”, perché in questo modo costava di meno.
Alcuni cibi caduti in disuso sono la “pusa” (latte rosso della mucca che aveva partorito bollito e sbattuto con sale o zucchero), la “pàpa” (latte, farina o riso e formaggio giovane) e“l'urgiàda” (minestrone di orzo con brodo di gallina che durava diversi giorni).
Gli anziani dicevano “ De laMadònna del Rusari, li castagni i è per li stradi”, quindi, da ottobre in poi, iniziava la raccolta delle castagne . A Rodolo, però, sopravvive un'antica tradizione alpina: le castagne vengono essiccate sudi una grata in legno in locali appositi in pietra dette “cassini”, tramite il fumo alimentato dagli scarti dei castagni o delle castagne. Alla fine del procedimento di affumicatura, dopo circa un mese, vengono battute per eliminare le scorze. Tuttavia, le castagne hanno anche altri utilizzi, come la preparazione delle “ferudi” (lessate in acqua con la buccia) e dei braschée (arrostite sul fuoco con apposite padelle bucherellate sul fondo).

## Infrastrutture e trasporti

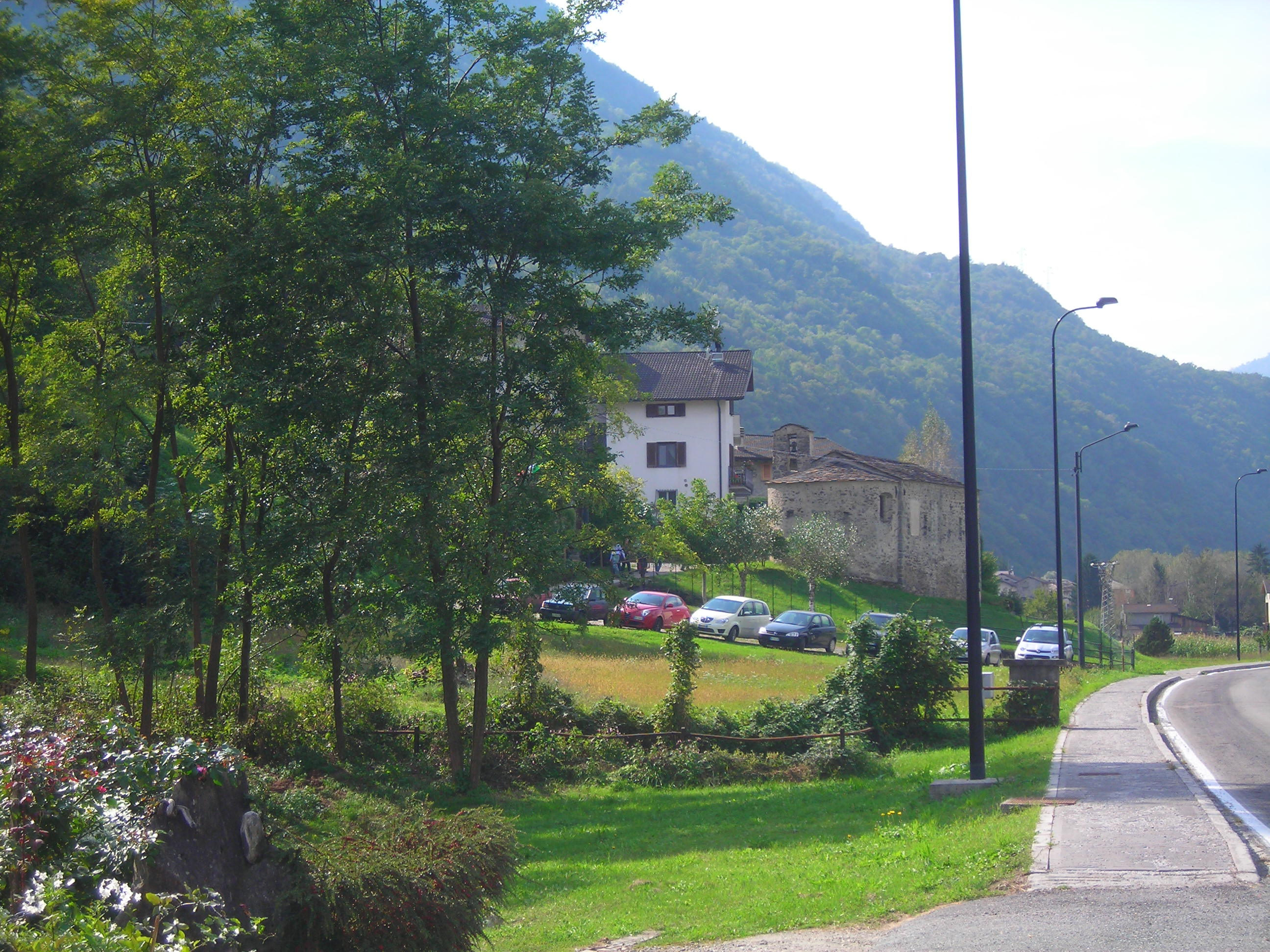
Strada "Orobica" e Chiesa di S. Giacomo

Colorina è raggiungibile in auto tramite la Strada Statale n.38 "Dello Stelvio" e la Strada provinciale n. 16 "Orobica".
In treno, scendendo nelle vicine stazioni o di Ardenno-Masino o di S.Pietro Berbenno, tramite la Ferrovia della Valtellina.
Con il trasporto autobus "S.T.P.S.", scegliendo le linee n. A1 (Sondrio-Morbegno-Chiavenna), A50 (Sondrio-Sirta) e A18 (Morbegno-Selvetta).
Atterrando nell'aviosuperficie sita nel Comune di Caiolo, a 4 km da Sondrio.

## Amministrazione
| Periodo | Periodo   | Primo cittadino    | Partito      | Carica                  | Note                 |
| ------- | --------- | ------------------ | ------------ | ----------------------- | -------------------- |
| 1910    | 1920      | Egidio Tavasci     |              | Sindaco                 |                      |
| 1920    | 1925      | Enrico Craperi     |              | Sindaco                 | Podestà nel 1926     |
| 1933    | 1934      | Simone Quadrio     |              | commissario prefettizio |                      |
| 1937    | 1940      | Patrizio Ranaglia  |              | commissario prefettizio |                      |
| 1940    | 1945      | Dante Giugni       |              | commissario prefettizio |                      |
| 1945    | 1945      | Angelo Fanti       |              | Sindaco                 | Comitato Liberazione |
| 1945    | 1959      | Giuseppe Piatti    |              | Sindaco                 |                      |
| 1960    | 1964      | Silvio Varischetti |              | Sindaco                 |                      |
| 1964    | 1974      | Ettore Zamboni     |              | Sindaco                 |                      |
| 1974    | 1976      | Simone Varischetti |              | Sindaco                 |                      |
| 1976    | 1990      | Ettore Zamboni     |              | Sindaco                 | [ 10 ]               |
| 1990    | 1995      | Adolfo Varischetti |              | Sindaco                 | [ 10 ]               |
| 1996    | 1999      | Ettore Zamboni     |              | Sindaco                 | [ 10 ]               |
| 1999    | 2009      | Michele Aili       |              | Sindaco                 | [ 10 ]               |
| 2009    | 2014      | Doriano Codega     | Lista civica | Sindaco                 | [ 10 ]               |
| 2014    | 2019      | Doriano Codega     | Lista civica | Sindaco                 | [ 10 ]               |
| 2019    | 2024      | Doriano Codega     | Lista civica | Sindaco                 | [ 10 ]               |
| 2024    | in carica | Doriano Codega     | Lista civica | Sindaco                 | [ 10 ]               |

## Sport

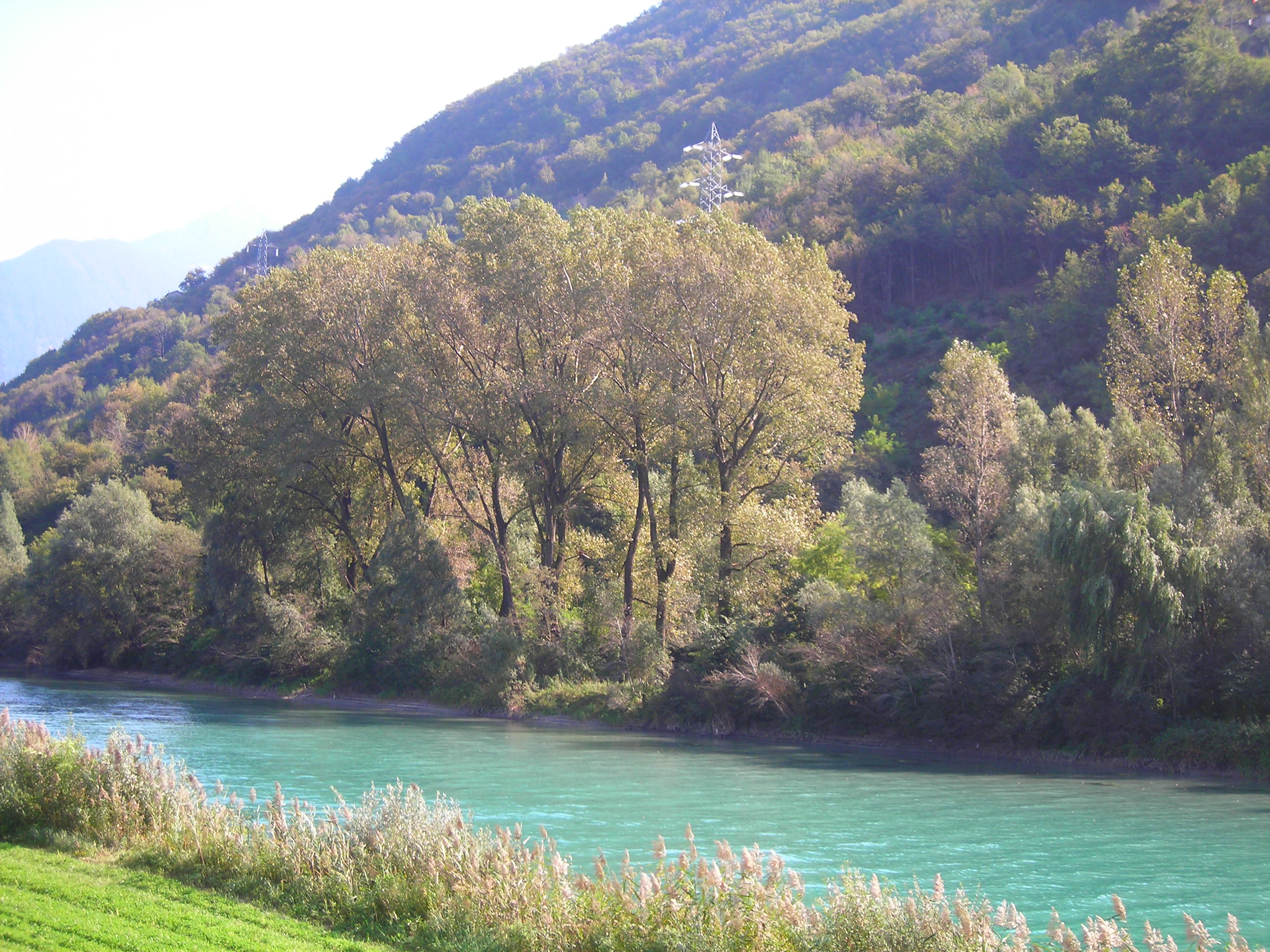
il fiume Adda

A Colorina è possibile praticare vari sport di montagna: trekking, alpinismo, arrampicata, escursionismo e mountain bike. Per quanto riguarda la corsa di montagna, a fine estate. viene organizzata una competizione non agonistica intitolata "Corri tra le Selve".
Ci si può anche svagare con la pesca di trote, sia nella "natura libera", sia in spazi organizzati come i Laghetti "Le Coccinelle" (di 2800 e di 200 m²) in località Poira.
Per i "fungiatt" (cercatori di funghi) e per gli amanti delle passeggiate, il Parco delle Orobie, ha organizzato dei sentieri tematici concernenti il legno (e il suo utilizzo per realizzare il combustibile per le fucine), il fenomeno del "cargà i muut" (alpeggi e maggenghi), il bosco e i pascoli, le castagne e il "gallonaccio" (habitat del gallo cedrone, simbolo del parco lombardo).